# Dataintrång
Dataintrång innebär att olovligen tränga in i ett datorsystem där data behandlas, lagras eller överförs elektroniskt.
I många länder är dataintrång olagligt.

## Sverige
I Sverige är dataintrång ett brott enligt 4 kap. 9 c § brottsbalken. "För dataintrång döms den som olovligen bereder sig tillgång till en uppgift som är avsedd för automatisk behandling eller olovligen ändrar, utplånar, blockerar eller i register för in sådan uppgift, om inte brottet uppfyller rekvisiten för något av brotten
- brytande av post- eller telehemlighet,
- intrång i förvar, eller
- olovlig avlyssning."

Påföljden är böter eller fängelse i högst två år.
Den senaste svenska lagändringen (SFS 2007:213), som föranleddes med anledning av Sveriges implementering av Europarådets konvention om IT-relaterad brottslighet, innebar att även Denial of Service-attacker kriminaliserades.
Enligt BRÅ ökade antalet anmälda bedrägerier med hjälp av internet med 27 procent till 9 030 brott under 2012. Samtidigt ökade även antalet anmälda dataintrång med 99 procent till 2 920 brott.

## Finland
I Finland är dataintrång ett brott enligt Strafflagen 38 kap. 8 §. "Den som genom att göra bruk av en användaridentifikation som han inte har rätt till eller genom att annars bryta säkerhetsarrangemang obehörigen tränger in i ett datasystem där data behandlas, lagras eller överförs elektroniskt eller med någon annan sådan teknisk metod eller i en särskilt skyddad del av ett sådant system, skall för dataintrång dömas till böter eller fängelse i högst ett år."
För dataintrång döms också den som utan att tränga in i datasystemet eller en del av detta med tekniska specialanordningar obehörigen tar reda på information som finns i ett sådant datasystem som avses i 1 mom."

## USA
Dataintrång är i USA specifikt reglerat i lagen Computer Fraud and Abuse Act. Se 18 USC § 1030 (a)

## Fotnoter
1. ↑  http://www.riksdagen.se/Webbnav/index.aspx?nid=37&dok_id=GU0366
2. ↑  ”Arkiverade kopian”. Arkiverad från originalet den 21 januari 2013. https://web.archive.org/web/20130121120444/http://bra.se/bra/nytt-fran-bra/arkiv/press/2012-07-12-nagot-fler-anmalda-brott-forsta-halvaret.html. Läst 17 december 2012.
3. ↑  Strafflagen Arkiverad 28 mars 2013 hämtat från the Wayback Machine. (Finlex)
4. ↑  http://en.wikipedia.org/wiki/Computer_Fraud_and_Abuse_Act
5. ↑  http://www.law.cornell.edu/uscode/text/18/1030#a_1